# ستيف إدواردز (مغني)
ستيف إدواردز (بالإنجليزية: Steve Edwards)‏ هو مغني بريطاني، ولد في 8 مايو 1980 في شفيلد في المملكة المتحدة.

## وصلات خارجية
- ستيف إدواردز على موقع ميوزك برينز (الإنجليزية)
- ستيف إدواردز على موقع ديسكوغز (الإنجليزية)